# Arfachsad
Arfachsad, Arpachszad lub Arfaksad (hebr. אַרְפַּכְשָׁד) – postać biblijna, syn Sema i wnuk Noego. W Ewangelii Łukasza (Łk 3,36) wymieniony został wśród przodków Jezusa.
Jego imię ma przypuszczalnie niesemicki rodowód. Wiązano je z pojawiającą się w tekstach klinowych nazwą Arrapḫu, odnoszącą się do terenów dzisiejszego Kirkuku. W Księdze Judyty (Jd 1,1) niejaki Arfachsad wzmiankowany jest jako król Medów panujący w Ekbatanie, pokonany przez Nabuchodonozora.